# Puente Palatino
El Puente Palatino, también conocido como Ponte Inglese (en italiano, Puente inglés), es un puente que une el Lungotevere Aventino con el Lungotevere Ripa en Roma (Italia), en Rioni Ripa y Trastevere.

## Descripción
El puente fue diseñado por el arquitecto Angelo Vescovali y construido entre 1886 y 1890 en el lugar donde se alzó el Pons Aemilius, parcialmente destruido, de 2200 años de antigüedad (también llamado Ponte Rotto, "Puente Roto"). Un arco del antiguo puente de tres arcos fue destruido por una inundación en 1598, mientras que Vescovali demolió otro arco en 1887 para dejar espacio al Ponte Palatino, dejando así solo un arco del Pons Aemilius en medio del río, situado al lado del puente moderno.
El puente Palatino toma su nombre del Monte Palatino, en cuyas laderas se eleva la estructura. El puente une el Foro Boario con la Piazza Castellani, frente a la Isla Tiberina; el epíteto inglés se debe a que el sentido de la circulación del tráfico, al igual que en el Reino Unido, es por la izquierda.
Consta de cuatro pilares de mampostería con superficie superior de metal y tiene 155 metros de largo.